# La Lune de miel de Mrs Smith
La Lune de miel de Mrs Smith (titre original : The Honeymoon of Mrs Smith) est une nouvelle policière de Shirley Jackson, parue pour la première fois dans le recueil posthume Just an Ordinary Day sorti en 1996 aux éditions Bantam Books.
La nouvelle est rééditée en 2016 dans le recueil de Penguin Books, Dark Tales, traduit en français en 2019 sous le titre La Loterie et autres contes noirs,.

## Résumé
Helen Bertram, mariée à un certain Mr Smith depuis une semaine, vit dans un petit appartement délabré et s'apprête à partir en lune de miel. Lorsqu'elle se rend en ville pour faire ses courses, elle ne s'attarde jamais : les locaux agissent de façon étrange avec elle, comme s'ils s'adonnaient à des commérages à propos de son mari et d'elle-même. L'épicier, le caviste, le droguiste et la bibliothécaire ont tous la même attitude envers elle, et semblent essayer de la prévenir de quelque chose, sans jamais toutefois parvenir à aller au bout de leurs pensées. Au courant malgré tout de la teneur des soupçons qui courent, Mrs Smith les sait véridiques depuis qu'elle a rencontré son époux, trois semaines auparavant : elle ne voit en lui qu'une personne effrontée et vulgaire.
Après ses courses, Mrs Smith retourne à son appartement. Là, sa voisine de l'étage inférieur, Polly Jones, l'interpelle : lui reprochant d'avoir mis du temps à revenir de ses courses, elle s'invite dans l'appartement exiguë des Smith sous prétexte de l'aider à ranger ses provisions et, comme tous les autres habitants, lui fait part de ses appréhensions. Cette fois-ci et, contrairement aux autres, Mrs Jones parvient à exprimer le fond de sa pensée : elle lui avoue que Helen et son mari n'ont rien en commun, qu'ils ne semblent pas faits l'un pour l'autre et qu'ils ont une aisance financière bien au-dessus de ce quartier misérable dans lequel ils vivent. Elle reconnaît finalement que les habitants pensent avoir reconnu Mr Smith sur une photo imprimée dans le journal, et qu'ils pensent qu'il est bel et bien l'homme qui a assassiné une femme en la noyant dans une baignoire. Elle demande à Helen Smith s'ils ont rédigé une assurance ou un testament, mais comme celle-ci ne semble pas la prendre au sérieux, Mrs Jones lui assure qu'elle et son époux sont prêts à lui venir en aide s'il se passe quoi que soit.
Après avoir reconduit sa voisine, Helen Smith songe à son père mort et à sa rencontre avec Mr Smith peu après. Celui-ci finit par rentrer à la maison. Les deux conjoints parlent de la visite de la voisine et de choses sans grande importance, et Mrs Smith, agitée, sent perdre sa patience en se demandant pourquoi Mr Smith met autant de temps à en finir avec elle.

## Thèmes
Selon Miles Hyman, La Lune de Miel de Mrs Smith explore — au même titre que ses nouvelles Paranoïa et La Bonne Épouse — la violence subtile et émotionnelle de la vie de couple, qui bien souvent semble jaillir de nulle part.
La nouvelle aborde aussi le thème de la dépression, où la véritable chute réside dans le désir du personnage principal, Helen Smith : lasse et fatiguée, vivant une existence dénuée de sens depuis la mort de son père, elle n'attend qu'une chose : que son mari soit celui que l'on dit, et qu'il mette un terme à sa vie.
La question de la morale intervient aussi, où il est sous-entendu qu'épouser un meurtrier est, d'un certain point de vue social, un meilleur choix que celui de vivre seul. Ainsi, la réaction de la voisine, Mrs Jones, lorsque Helen Smith émet l'hypothèse de divorcer, est claire : « Vous ne pouvez pas quitter votre mari ! […] ce n'est pas concevable. ».

## Analyse
Joyce Carol Oates voit en La Lune de miel de Mrs Smith une « révision fabuliste de la légende de Barbe Bleue » dans laquelle la septième épouse est, de façon exaspérante et désespérée, complice de son propre futur meurtre.

## Édition française
La Lune de miel de Mrs Smith est traduite pour la première fois en français par Fabienne Duvigneau avec la parution du recueil La Loterie et autres contes noirs par les éditions Payot et Rivages dans leur collection Rivages/Noir en 2019.